# Еталон-А084

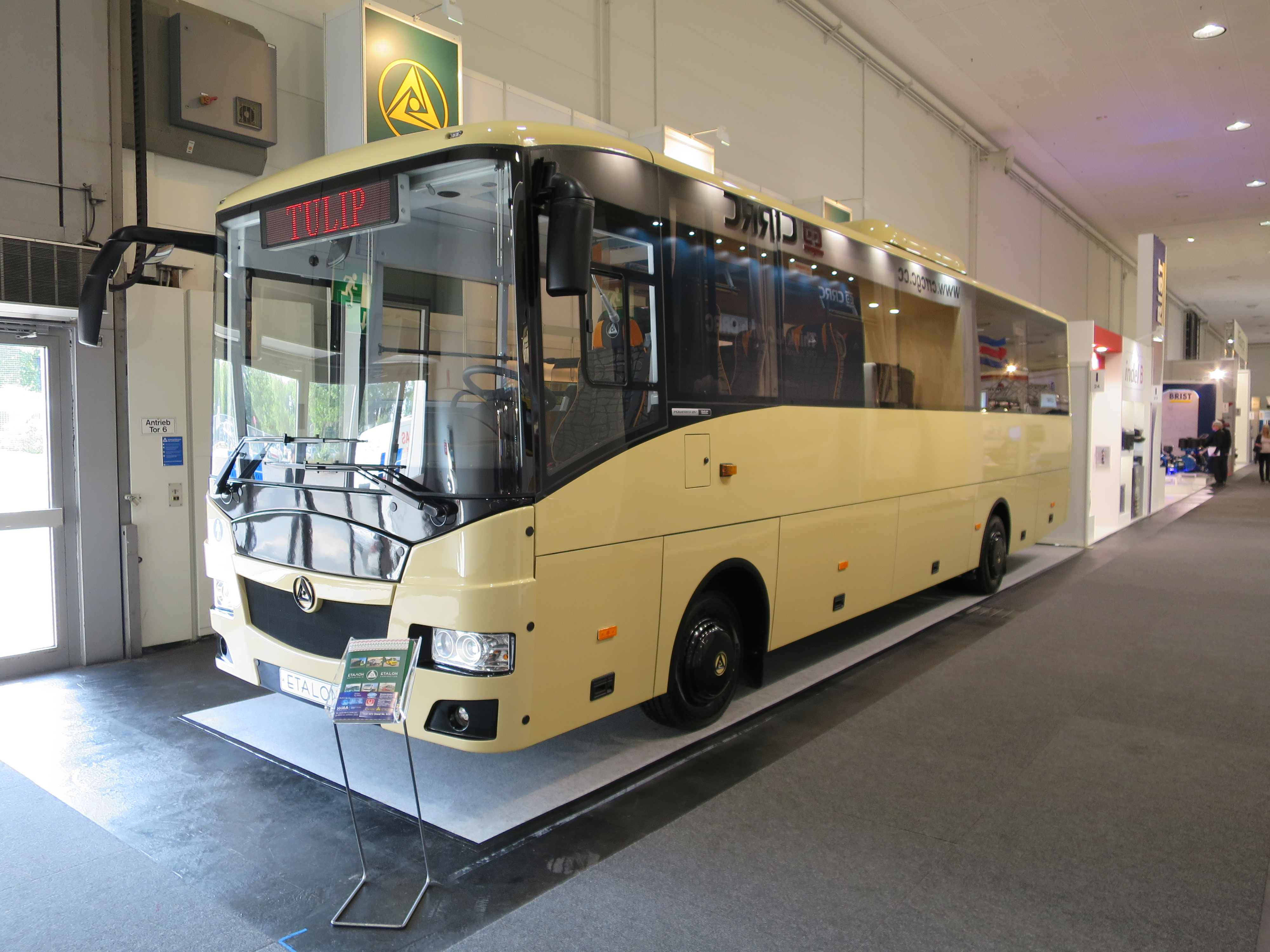
Еталон А084 на выставке в Ганновере

Еталон А084 «Тюльпан» — украинский 10-метровый туристический автобус производства Бориспольского автозавода.

## История
22 декабря 2015 года украинский город Киев презентовал немецкому городу Ганновер автобус «Тюльпан» от корпорации «Эталон». Серийное производство стартовало в сентябре 2016 года. Шасси взято от нидерландского среднетоннажного грузового автомобиля DAF LF.
Мощность двигателя составляет, в целом, 210 л. с. Сам двигатель соответствует требованиям Евро-5. С лета 2017 года на автобус устанавливают двигатель DAF экологического стандарта Евро-6 для поставок в страны Евросоюза.
Длина автобуса составляет 10 метров, ширина составляет 2 метра, высота — 3-метровая. Колёсная база не превышает 5 метров. Задняя подвеска автобуса рессорно-пневматическая, тогда как передняя всегда была зависимая рессорная. Вместимость автобуса составляет 60 мест. Объём багажных отсеков — 3,4 м3.

## Модельный ряд
- Эталон А08420 «Тюльпан»
- Эталон А08430 «Тюльпан»
- Эталон А08432 «Тюльпан»